# Gejza Bukowski von Stolzenburg
Gejza Bukowski von Stolzenburg (1858-1937) est un géologue, un cartographe, un paléontologue et un professeur  austro-polonais de Galicie, membre de l'Académie polonaise des sciences.

## Biographie
Gejza est le fils de Józef Bukowski von Stolzenburg (†1869). Ce dernier, originaire du comté de Szepes en Haute-Hongrie, fut durant 30 ans officier dans l'armée autrichienne et termina sa carrière comme Lieutenant-colonel. Sa mère est Rozalia Müllbauer (1825-1914), originaire de Bochnia.
Gejza soutient sa thèse (Formations Jurassiques dans la région de Częstochowa) et est reçu docteur à l'Université de Vienne en 1885. Sur l'influence des professeurs Eduard Suess et Melchior Neumayr, il consacre ses premières recherches à la Méditerranée et à l'Asie Mineure. Il est l'assistant de ce dernier au sein de l'Institut de paléontologie de 1885 à 1889. Il travaille ensuite à l'Institut Géologique Impérial de Vienne (Commission géologique d'Autriche) entre 1889 et 1918 où il occupe le poste de géologue en chef. Ses travaux se concentrent alors sur l'actuelle Monténégro. Son travail est salué lors de la publication de cartes géologiques très détaillées (1903-1917). Ses états de service lui valent en 1916 le titre de KuK Oberbergrat. Après la Première Guerre mondiale et l'effondrement de l'Autriche-Hongrie, il renvoyé en Pologne en 1919 comme géologue au sein de l'Institut Géologique Polonais de Varsovie jusqu'à sa retraite en 1926 au cours de laquelle il continue de travailler à Bochnia et publie de nombreux articles scientifiques. Il est nommé en 1925 membre-correspondant de l'Institut Géologique de Vienne, branche de l'Académie polonaise des sciences. Comme l'attestent ses cahiers, Bukowski s'exprimait aisément en polonais, allemand, français et turc.
Ses recherches portaient principalement sur les mollusques d'eau douce du Pliocène et du Carbonifère et sur le Trias en Yougoslavie.
Le nom de Bukowski a été attribué à plusieurs espèces d'ammonites du Jurassique : 
- Taramelliceras bukowskii, Siemiradzki ;
- Cardioceras bukowskii, Maire ;
- Hecticoceras bukowskii, Bonarelli.

## Publications
- Die levantische Molluscenfauna der Insel Rhodos. In: Denkschriften 60, 1893, S. 265-306 online (PDF; 4,7 MB)

## Littérature
- Gustav Götzinger : Zur Erinnerung an Gejza von Bukowski. In: Jahrbuch der Geologischen Bundesanstalt, 87, 1937, S. 1-10 en ligne (PDF; 566 kB)
- Helmuth Zapfe : Index Palaeontologicorum Austriae (= Catalogus fossilium Austriae Heft 15). Verlag der Österreichischen Akademie der Wissenschaften, Wien 1971, S. 22 en ligne (PDF; 333 kB)
- (de) Werner Quenstedt, « Bukowski von Stolzenburg, Geiza », dans Neue Deutsche Biographie (NDB), vol. 3, Berlin, Duncker & Humblot, 1957, p. 11–12 (original numérisé).
- Bukowski von Stolzenburg, Gejza Edler. In: Österreichisches Biographisches Lexikon Édition en ligne, Lieferung 2
- Barbara Vecer : Gejza Bukowski v. Stolzenburg (1858–1937)  In: Przegląd Geologiczny, vol. 56, nr 8/2, 2008 en ligne